# (391211) 2006 HZ51
2006 إتش زد 51 (ويعرف أيضًا باسم (391211) 2006 إتش زد 51 وفق تسمية الكوكب الصغير) (بالإنجليزية: 2006 HZ51)‏ هو كويكب ضمن حزام الكويكبات؛ وترتيبه 391211 من حيث الاكتشاف.
اكتُشف هذا الجُرم الفلكي بواسطة ماسح السماء كاتالينا في 27 أبريل 2006.

## وصلات خارجية
- (391211) 2006 HZ51 في قاعدة بيانات مختبر الدفع النفاث لأجرام النظام الشمسي الصغيرة

- الاكتشاف · مخطط المدار ·  العناصر المدارية · المعلمات المادية

- (391211) 2006 HZ51 على موقع ويكي سكاي: DSS2, SDSS, GALEX, IRAS, Hydrogen α, X-Ray, Astrophoto, Sky Map, Articles and images